# Monségur (Lot-et-Garonne)
Monségur település Franciaországban, Lot-et-Garonne megyében. Lakosainak száma 400 fő (2022. január 1.). Monségur Montagnac-sur-Lède, Condezaygues, Lacaussade, Saint-Aubin, Salles és Trentels községekkel határos.

## Népesség
A település népességének változása:
| Lakosok száma | 279  | 386  | 381  | 374  | 393  | 398  | 399  | 402  | 401  | 400  |
|               | 1968 | 1982 | 1990 | 2006 | 2013 | 2015 | 2017 | 2019 | 2020 | 2022 |